# Orthostichopsis debilinervis
Orthostichopsis debilinervis är en bladmossart som beskrevs av Brotherus 1906. Orthostichopsis debilinervis ingår i släktet Orthostichopsis och familjen Pterobryaceae. Inga underarter finns listade i Catalogue of Life.